# Montecincla
Genre
Montecincla est un genre d'oiseaux de la famille des Leiothrichidae.

## Répartition
Ces oiseaux sont endémiques des régions élevées des Ghats occidentaux (Inde).

## Liste des espèces
Selon le Congrès ornithologique international (ordre phylogénique) il comporte quatre espèces :
- Montecincla cachinnans (Jerdon, 1839) — Garrulaxe des Nilgiri
- Montecincla fairbanki (Blanford, 1869) — Garrulaxe de Fairbank
- Montecincla jerdoni (Blyth, 1851) — Garrulaxe de Jerdon
- Montecincla meridionalis (Blanford, 1880) — Garrulaxe du Travancore

## Classification
Le genre Montecincla a été créé en 2017 par V. V. Robin (d), C. K. Vishnudas (d), Pooja Gupta (d), Frank Erwin Rheindt (d), Daniel Marc Hooper (d), Uma Ramakrishnan (d) et
Sushma Reddy (d),. Son espèce type est Montecincla cachinnans.

### Étymologie
Le nom générique, Montecincla, dérivé du latin mons, « montagne », et du grec ancien κίγκλος, kínklos, « oiseau chanteur non-identifié », fait référence à ces oiseaux présents dans les plus hautes montagnes des Ghâts occidentaux.

### Publication originale
- (en) V. V. Robin, C. K. Vishnudas, Pooja Gupta, Frank E Rheindt, Daniel M. Hooper, Uma Ramakrishnan et Sushma Reddy, « Two new genera of songbirds represent endemic radiations from the Shola Sky Islands of the Western Ghats, India », BMC Evolutionary Biology, BMC et Springer Science+Business Media, vol. 17, no 1,‎ 23 janvier 2017, p. 31 (ISSN 1471-2148, OCLC 47657384, PMID 28114902, PMCID 5259981, DOI 10.1186/S12862-017-0882-6, lire en ligne).